# 日本內閣列表
这里是日本历代内阁一览表。

## 大日本帝國憲法下的歷代內閣
《大日本帝國憲法》於1890年11月29日第1次山縣內閣的時候實施。

### 明治时期
| 代 | 内阁            | 任期                           | 内阁总理大臣 | 执政党     |
| -- | --------------- | ------------------------------ | ------------ | ---------- |
| 1  | 第1次伊藤内阁   | 1885年12月22日 - 1888年4月30日 | 伊藤博文     | ――         |
| 2  | 黑田内阁        | 1888年4月30日 - 1889年12月24日 | 黑田清隆     | ――         |
| 3  | 第1次山县内阁   | 1889年12月24日 - 1891年5月6日  | 山县有朋     | ――         |
| 4  | 第1次松方内阁   | 1891年5月6日 - 1892年8月8日    | 松方正义     | ――         |
| 5  | 第2次伊藤内阁   | 1892年8月8日 - 1896年9月18日   | 伊藤博文     | ――         |
| 6  | 第2次松方内阁   | 1896年9月18日 - 1898年1月12日  | 松方正义     | 进步党     |
| 7  | 第3次伊藤内阁   | 1898年1月12日 - 1898年6月30日  | 伊藤博文     | ――         |
| 8  | 第1次大隈内阁   | 1898年6月30日 - 1898年11月8日  | 大隈重信     | 宪政党     |
| 9  | 第2次山县内阁   | 1898年11月8日 - 1900年10月19日 | 山县有朋     | ――         |
| 10 | 第4次伊藤内阁   | 1900年10月19日 - 1901年6月2日  | 伊藤博文     | 立憲政友會 |
| 11 | 第1次桂内阁     | 1901年6月2日 - 1906年1月7日    | 桂太郎       | ――         |
| 12 | 第1次西园寺内阁 | 1906年1月7日 - 1908年7月14日   | 西园寺公望   | 立宪政友会 |
| 13 | 第2次桂内阁     | 1908年7月14日 - 1911年8月30日  | 桂太郎       | 立宪政友会 |
| 14 | 第2次西园寺内阁 | 1911年8月30日 - 1912年12月21日 | 西园寺公望   | 立宪政友会 |

### 大正时期
| 代 | 内阁           | 任期                           | 内阁总理大臣 | 执政党                         |
| -- | -------------- | ------------------------------ | ------------ | ------------------------------ |
| 15 | 第3次桂内阁    | 1912年12月21日 - 1913年2月20日 | 桂太郎       | ――                             |
| 16 | 第1次山本内阁  | 1913年2月20日 - 1914年4月16日  | 山本权兵卫   | 立宪政友会                     |
| 17 | 第2次大隈内阁  | 1914年4月16日 - 1916年10月9日  | 大隈重信     | 立宪同志会                     |
| 18 | 寺内内阁       | 1916年10月9日 - 1918年9月29日  | 寺内正毅     | ――                             |
| 19 | 原内阁         | 1918年9月29日 - 1921年11月13日 | 原敬         | 立宪政友会                     |
| 20 | 高桥内阁       | 1921年11月13日 - 1922年6月12日 | 高桥是清     | 立宪政友会                     |
| 21 | 加藤友三郎内阁 | 1922年6月12日 - 1923年9月2日   | 加藤友三郎   | 立宪政友会                     |
| 22 | 第2次山本内阁  | 1923年9月2日 - 1924年1月7日    | 山本权兵卫   | 革新俱乐部                     |
| 23 | 清浦内阁       | 1924年1月7日 - 1924年6月11日   | 清浦奎吾     |                                |
| 24 | 加藤高明内阁   | 1924年6月11日 - 1925年8月2日   | 加藤高明     | 宪政会・立宪政友会・革新俱乐部 |
| 24 | 加藤高明内阁   | 1925年8月2日 - 1926年1月30日   | 加藤高明     | 宪政会                         |
| 25 | 第一次若槻內閣 | 1926年1月30日 - 1927年4月20日  | 若槻礼次郎   | 宪政会                         |

### 昭和时期
| 代 | 内阁           | 任期                           | 内阁总理大臣 | 执政党                            |
| -- | -------------- | ------------------------------ | ------------ | --------------------------------- |
| 26 | 田中义一内阁   | 1927年4月20日 - 1929年7月2日   | 田中义一     | 立宪政友会                        |
| 27 | 滨口内阁       | 1929年7月2日 - 1931年4月14日   | 滨口雄幸     | 立宪民政党                        |
| 28 | 第二次若槻內閣 | 1931年4月14日 - 1931年12月13日 | 若槻禮次郎   | 立宪民政党                        |
| 29 | 犬养内阁       | 1931年12月13日 - 1932年5月26日 | 犬养毅       | 立宪政友会                        |
| 30 | 斋藤内阁       | 1932年5月26日 - 1934年7月8日   | 斋藤实       |                                   |
| 31 | 冈田内阁       | 1934年7月8日 - 1936年3月9日    | 冈田启介     |                                   |
| 32 | 广田内阁       | 1936年3月9日 - 1937年2月2日    | 广田弘毅     |                                   |
| 33 | 林内阁         | 1937年2月2日 - 1937年6月4日    | 林铣十郎     |                                   |
| 34 | 第1次近卫内阁  | 1937年6月4日 - 1939年1月5日    | 近卫文麿     |                                   |
| 35 | 平沼内阁       | 1939年1月5日 - 1939年8月30日   | 平沼骐一郎   |                                   |
| 36 | 阿部内阁       | 1939年8月30日 - 1940年1月16日  | 阿部信行     |                                   |
| 37 | 米内内阁       | 1940年1月16日 - 1940年7月22日  | 米内光政     |                                   |
| 38 | 第二次近衛內閣 | 1940年7月22日 - 1941年7月18日  | 近卫文麿     |                                   |
| 39 | 第三次近衛內閣 | 1941年7月18日 - 1941年10月18日 | 近卫文麿     |                                   |
| 40 | 东条内阁       | 1941年10月18日 - 1944年7月22日 | 东条英机     | 大政翼赞会                        |
| 41 | 小矶内阁       | 1944年7月22日 - 1945年4月7日   | 小矶国昭     | 大政翼赞会                        |
| 42 | 铃木贯太郎内阁 | 1945年4月7日 - 1945年8月17日   | 铃木贯太郎   | 大政翼赞会                        |
| 43 | 东久迩宫内阁   | 1945年8月17日 - 1945年10月9日  | 东久迩宫稔彦 | 日本皇族 盟軍占領下（9月2日起）   |
| 44 | 币原内阁       | 1945年10月9日 - 1946年5月22日  | 币原喜重郎   | 日本进步党・日本自由党 盟軍占領下 |
| 45 | 第一次吉田內閣 | 1946年5月22日 - 1947年5月24日  | 吉田茂       | 日本自由党・日本进步党 盟軍占領下 |

## 日本國憲法下的歷代內閣
《日本國憲法》於1947年5月3日第1次吉田內閣的時候實施。

### 昭和
| 代 | 內閣               | 內閣               | 成立日         | 辭職日         | 內閣總理大臣 | 執政黨                                                       |
| -- | ------------------ | ------------------ | -------------- | -------------- | ------------ | ------------------------------------------------------------ |
| 46 | 片山內閣           | 片山內閣           | 1947年5月24日  | 1948年3月10日  | 片山哲       | 日本社会黨、民主黨、國民協同黨 盟軍占領下                    |
| 47 | 蘆田內閣           | 蘆田內閣           | 1948年3月10日  | 1948年10月15日 | 蘆田均       | 民主黨、日本社会黨、國民協同黨 盟軍占領下                    |
| 48 | 第二次吉田內閣     | 第二次吉田內閣     | 1948年10月15日 | 1949年2月16日  | 吉田茂       | 民主自由黨 盟軍占領下                                        |
| 49 | 第三次吉田內閣     | 第三次吉田內閣     | 1949年2月16日  | 1950年6月28日  | 吉田茂       | 民主自由黨、民主黨→自由黨 盟軍占領下 1952年4月28日起恢復主權 |
| 49 |                    | 第1次改組內閣      | 1950年6月28日  | 1951年7月4日   | 吉田茂       | 民主自由黨、民主黨→自由黨 盟軍占領下 1952年4月28日起恢復主權 |
| 49 | 第2次改組內閣      | 1951年7月4日       | 1951年12月26日 |                | 吉田茂       | 民主自由黨、民主黨→自由黨 盟軍占領下 1952年4月28日起恢復主權 |
| 49 | 第3次改組內閣      | 1951年12月26日     | 1952年10月30日 |                | 吉田茂       | 民主自由黨、民主黨→自由黨 盟軍占領下 1952年4月28日起恢復主權 |
| 50 | 第四次吉田內閣     | 第四次吉田內閣     | 1952年10月30日 | 1953年5月21日  | 吉田茂       | 自由黨                                                       |
| 51 | 第五次吉田內閣     | 第五次吉田內閣     | 1953年5月21日  | 1954年12月10日 | 吉田茂       | 自由黨 黨閣外合作：改進黨                                    |
| 52 | 第一次鳩山一郎內閣 | 第一次鳩山一郎內閣 | 1954年12月10日 | 1955年3月19日  | 鳩山一郎     | 日本民主黨                                                   |
| 53 | 第二次鳩山一郎內閣 | 第二次鳩山一郎內閣 | 1955年3月19日  | 1955年11月22日 | 鳩山一郎     | 日本民主黨                                                   |
| 54 | 第三次鳩山一郎內閣 | 第三次鳩山一郎內閣 | 1955年11月22日 | 1956年12月23日 | 鳩山一郎     | 自由民主黨                                                   |
| 55 | 石橋內閣           | 石橋內閣           | 1956年12月23日 | 1957年2月25日  | 石橋湛山     | 自由民主黨                                                   |
| 56 | 第一次岸內閣       | 第一次岸內閣       | 1957年2月25日  | 1957年7月10日  | 岸信介       | 自由民主黨                                                   |
| 56 |                    | 改組內閣           | 1957年7月10日  | 1958年6月12日  | 岸信介       | 自由民主黨                                                   |
| 57 | 第二次岸內閣       | 第二次岸內閣       | 1958年6月12日  | 1959年6月18日  | 岸信介       | 自由民主黨                                                   |
| 57 |                    | 改組內閣           | 1959年6月18日  | 1960年7月19日  | 岸信介       | 自由民主黨                                                   |
| 58 | 第一次池田內閣     | 第一次池田內閣     | 1960年7月19日  | 1960年12月8日  | 池田勇人     | 自由民主黨                                                   |
| 59 | 第二次池田內閣     | 第二次池田內閣     | 1960年12月8日  | 1961年7月18日  | 池田勇人     | 自由民主黨                                                   |
| 59 |                    | 第1次改組內閣      | 1961年7月18日  | 1962年7月18日  | 池田勇人     | 自由民主黨                                                   |
| 59 |                    | 第2次改組內閣      | 1962年7月18日  | 1963年7月18日  | 池田勇人     | 自由民主黨                                                   |
| 59 |                    | 第3次改組內閣      | 1963年7月18日  | 1963年12月9日  | 池田勇人     | 自由民主黨                                                   |
| 60 | 第3次池田內閣      | 第3次池田內閣      | 1963年12月9日  | 1964年7月18日  | 池田勇人     | 自由民主黨                                                   |
| 60 |                    | 改組內閣           | 1964年7月18日  | 1964年11月9日  | 池田勇人     | 自由民主黨                                                   |
| 61 | 第一次佐藤內閣     | 第一次佐藤內閣     | 1964年11月9日  | 1965年6月3日   | 佐藤榮作     | 自由民主黨                                                   |
| 61 |                    | 第1次改組內閣      | 1965年6月3日   | 1966年8月1日   | 佐藤榮作     | 自由民主黨                                                   |
| 61 |                    | 第2次改組內閣      | 1966年8月1日   | 1966年12月3日  | 佐藤榮作     | 自由民主黨                                                   |
| 61 |                    | 第3次改組內閣      | 1966年12月3日  | 1967年2月17日  | 佐藤榮作     | 自由民主黨                                                   |
| 62 | 第二次佐藤內閣     | 第二次佐藤內閣     | 1967年2月17日  | 1967年11月25日 | 佐藤榮作     | 自由民主黨                                                   |
| 62 |                    | 第1次改組內閣      | 1967年11月25日 | 1968年11月30日 | 佐藤榮作     | 自由民主黨                                                   |
| 62 |                    | 第2次改組內閣      | 1968年11月30日 | 1970年1月14日  | 佐藤榮作     | 自由民主黨                                                   |
| 63 | 第三次佐藤內閣     | 第三次佐藤內閣     | 1970年1月14日  | 1971年7月9日   | 佐藤榮作     | 自由民主黨                                                   |
| 63 |                    | 改組內閣           | 1971年7月9日   | 1972年7月7日   | 佐藤榮作     | 自由民主黨                                                   |
| 64 | 第1次田中角榮內閣  | 第1次田中角榮內閣  | 1972年7月7日   | 1972年12月22日 | 田中角榮     | 自由民主黨                                                   |
| 65 | 第二次田中角榮內閣 | 第二次田中角榮內閣 | 1972年12月22日 | 1973年11月25日 | 田中角榮     | 自由民主黨                                                   |
| 65 |                    | 第1次改組內閣      | 1973年11月25日 | 1974年11月11日 | 田中角榮     | 自由民主黨                                                   |
| 65 |                    | 第2次改組內閣      | 1974年11月11日 | 1974年12月9日  | 田中角榮     | 自由民主黨                                                   |
| 66 | 三木內閣           | 三木內閣           | 1974年12月9日  | 1976年9月15日  | 三木武夫     | 自由民主黨                                                   |
| 66 |                    | 改組內閣           | 1976年9月15日  | 1976年12月24日 | 三木武夫     | 自由民主黨                                                   |
| 67 | 福田赳夫內閣       | 福田赳夫內閣       | 1976年12月24日 | 1977年11月28日 | 福田赳夫     | 自由民主黨                                                   |
| 67 |                    | 改組內閣           | 1977年11月28日 | 1978年12月7日  | 福田赳夫     | 自由民主黨                                                   |
| 68 | 第一次大平內閣     | 第一次大平內閣     | 1978年12月7日  | 1979年11月9日  | 大平正芳     | 自由民主黨                                                   |
| 69 | 第二次大平內閣     | 第二次大平內閣     | 1979年11月9日  | 1980年7月17日  | 大平正芳     | 自由民主黨 黨閣外合作：新自由俱樂部                          |
| 70 | 鈴木善幸內閣       | 鈴木善幸內閣       | 1980年7月17日  | 1981年11月30日 | 鈴木善幸     | 自由民主黨                                                   |
| 70 |                    | 改組內閣           | 1981年11月30日 | 1982年11月27日 | 鈴木善幸     | 自由民主黨                                                   |
| 71 | 第一次中曾根內閣   | 第一次中曾根內閣   | 1982年11月27日 | 1983年12月27日 | 中曾根康弘   | 自由民主黨                                                   |
| 72 | 第二次中曾根內閣   | 第二次中曾根內閣   | 1983年12月27日 | 1984年11月1日  | 中曾根康弘   | 自由民主黨、新自由俱樂部                                     |
| 72 |                    | 第1次改組內閣      | 1984年11月1日  | 1985年12月28日 | 中曾根康弘   | 自由民主黨、新自由俱樂部                                     |
| 72 |                    | 第2次改組內閣      | 1985年12月28日 | 1986年7月22日  | 中曾根康弘   | 自由民主黨、新自由俱樂部                                     |
| 73 | 第三次中曾根內閣   | 第三次中曾根內閣   | 1986年7月22日  | 1987年11月6日  | 中曾根康弘   | 自由民主黨                                                   |
| 74 | 竹下內閣           | 竹下內閣           | 1987年11月6日  | 1988年12月27日 | 竹下登       | 自由民主黨                                                   |
| 74 |                    | 改組內閣           | 1988年12月27日 | 1989年6月3日   | 竹下登       | 自由民主黨                                                   |

### 平成
| 代 | 內閣           | 內閣                      | 成立日         | 辭職日         | 內閣總理大臣 | 執政黨                                                                                                |
| -- | -------------- | ------------------------- | -------------- | -------------- | ------------ | --- |
| 75 | 宇野內閣       | 宇野內閣                  | 1989年6月3日   | 1989年8月10日  | 宇野宗佑     | 自由民主黨                                                                                            |
| 76 | 第一次海部內閣 | 第一次海部內閣            | 1989年8月10日  | 1990年2月28日  | 海部俊樹     | 自由民主黨                                                                                            |
| 77 | 第二次海部內閣 | 第二次海部內閣            | 1990年2月28日  | 1990年12月29日 | 海部俊樹     | 自由民主黨                                                                                            |
| 77 |                | 改組內閣                  | 1990年12月29日 | 1991年11月5日  | 海部俊樹     | 自由民主黨                                                                                            |
| 78 | 宮澤內閣       | 宮澤內閣                  | 1991年11月5日  | 1992年12月12日 | 宮澤喜一     | 自由民主黨                                                                                            |
| 78 |                | 改組內閣                  | 1992年12月12日 | 1993年8月9日   | 宮澤喜一     | 自由民主黨                                                                                            |
| 79 | 細川內閣       | 細川內閣                  | 1993年8月9日   | 1994年4月28日  | 細川護熙     | 日本新黨、日本社會黨、新生黨、 公明黨、新黨先驅、民主社會黨、 社會民主連合、民主改革連合(參議院會派)  |
| 80 | 羽田內閣       | 羽田內閣                  | 1994年4月28日  | 1994年6月30日  | 羽田孜       | 新生黨、日本新黨、民主社會黨、 自由黨、公明黨、社會民主聯合、 改革之會 黨閣外合作：新黨先驅、新黨未來 |
| 81 | 村山內閣       | 村山內閣                  | 1994年6月30日  | 1995年8月8日   | 村山富市     | 日本社會黨、自由民主黨、新黨先驅 黨閣外合作：自由連合                                                 |
| 81 |                | 改組內閣                  | 1995年8月8日   | 1996年1月11日  | 村山富市     | 日本社會黨、自由民主黨、新黨先驅 黨閣外合作：自由連合                                                 |
| 82 | 第一次橋本內閣 | 第一次橋本內閣            | 1996年1月11日  | 1996年11月7日  | 橋本龍太郎   | 自由民主黨、日本社會黨、社會民主黨、新黨先驅                                                          |
| 83 | 第二次橋本內閣 | 第二次橋本內閣            | 1996年11月7日  | 1997年9月11日  | 橋本龍太郎   | 自由民主黨 黨閣外合作：社會民主黨、新黨先驅                                                           |
| 83 |                | 改組內閣                  | 1997年9月11日  | 1998年7月30日  | 橋本龍太郎   | 自由民主黨 黨閣外合作：社會民主黨、新黨先驅（至1998年6月）                                            |
| 84 | 小淵內閣       | 小淵內閣                  | 1998年7月30日  | 1999年1月14日  | 小淵惠三     | 自由民主黨                                                                                            |
| 84 |                | 第1次改組內閣             | 1999年1月14日  | 1999年10月5日  | 小淵惠三     | 自由民主黨、自由黨                                                                                    |
| 84 |                | 第2次改組內閣             | 1999年10月5日  | 2000年4月5日   | 小淵惠三     | 自由民主黨、自由黨、公明黨 黨閣外合作：改革俱樂部                                                     |
| 85 | 第一次森內閣   | 第一次森內閣              | 2000年4月5日   | 2000年7月4日   | 森喜朗       | 自由民主黨、自由黨、公明黨 黨閣外合作：改革俱樂部                                                     |
| 86 | 第二次森內閣   | 第二次森內閣              | 2000年7月4日   | 2000年12月5日  | 森喜朗       | 自由民主黨、公明黨、保守黨                                                                            |
| 86 |                | 改組內閣 (中央省廳重組前) | 2000年12月5日  | 2001年1月6日   | 森喜朗       | 自由民主黨、公明黨、保守黨                                                                            |
| 86 |                | 改組內閣 (中央省廳重組後) | 2001年1月6日   | 2001年4月26日  | 森喜朗       | 自由民主黨、公明黨、保守黨                                                                            |
| 87 | 第一次小泉內閣 | 第一次小泉內閣            | 2001年4月26日  | 2002年9月30日  | 小泉純一郎   | 自由民主黨、公明黨、保守黨                                                                            |
| 87 |                | 第1次改組內閣             | 2002年9月30日  | 2003年9月22日  | 小泉純一郎   | 自由民主黨、公明黨、保守黨、 保守新黨                                                                 |
| 87 |                | 第2次改組內閣             | 2003年9月22日  | 2003年11月19日 | 小泉純一郎   | 自由民主黨、公明黨、保守新黨                                                                          |
| 88 | 第二次小泉內閣 | 第二次小泉內閣            | 2003年11月19日 | 2004年9月27日  | 小泉純一郎   | 自由民主黨、公明黨                                                                                    |
| 88 |                | 改組內閣                  | 2004年9月27日  | 2005年9月21日  | 小泉純一郎   | 自由民主黨、公明黨                                                                                    |
| 89 | 第三次小泉內閣 | 第三次小泉內閣            | 2005年9月21日  | 2005年10月31日 | 小泉純一郎   | 自由民主黨、公明黨                                                                                    |
| 89 |                | 改組內閣                  | 2005年10月31日 | 2006年9月26日  | 小泉純一郎   | 自由民主黨、公明黨                                                                                    |
| 90 | 第1次安倍內閣  | 第1次安倍內閣             | 2006年9月26日  | 2007年8月27日  | 安倍晉三     | 自由民主黨、公明黨                                                                                    |
| 90 |                | 改組內閣                  | 2007年8月27日  | 2007年9月26日  | 安倍晉三     | 自由民主黨、公明黨                                                                                    |
| 91 | 福田康夫內閣   | 福田康夫內閣              | 2007年9月26日  | 2008年8月2日   | 福田康夫     | 自由民主黨、公明黨                                                                                    |
| 91 |                | 改組內閣                  | 2008年8月2日   | 2008年9月24日  | 福田康夫     | 自由民主黨、公明黨                                                                                    |
| 92 | 麻生內閣       | 麻生內閣                  | 2008年9月24日  | 2009年9月16日  | 麻生太郎     | 自由民主黨、公明黨                                                                                    |
| 93 | 鳩山由紀夫內閣 | 鳩山由紀夫內閣            | 2009年9月16日  | 2010年6月8日   | 鳩山由紀夫   | 民主黨、社會民主黨（至2010年5月）、國民新黨                                                           |
| 94 | 菅直人內閣     | 菅直人內閣                | 2010年6月8日   | 2010年9月17日  | 菅直人       | 民主黨、國民新黨 黨閣外合作：新黨日本、新黨大地                                                       |
| 94 |                | 第1次改組內閣             | 2010年9月17日  | 2011年1月14日  | 菅直人       | 民主黨、國民新黨 黨閣外合作：新黨日本、新黨大地                                                       |
| 94 |                | 第2次改組內閣             | 2011年1月14日  | 2011年9月2日   | 菅直人       | 民主黨、國民新黨 黨閣外合作：新黨日本、新黨大地                                                       |
| 95 | 野田内阁       | 野田内阁                  | 2011年9月2日   | 2012年1月13日  | 野田佳彥     | 民主黨、國民新黨                                                                                      |
| 95 |                | 第1次改组內閣             | 2012年1月13日  | 2012年6月4日   | 野田佳彥     | 民主黨、國民新黨                                                                                      |
| 95 |                | 第2次改组內閣             | 2012年6月4日   | 2012年10月1日  | 野田佳彥     | 民主黨、國民新黨                                                                                      |
| 95 |                | 第3次改组內閣             | 2012年10月1日  | 2012年12月26日 | 野田佳彥     | 民主黨、國民新黨                                                                                      |
| 96 | 第2次安倍內閣  | 第2次安倍內閣             | 2012年12月26日 | 2014年9月3日   | 安倍晉三     | 自由民主黨、公明黨                                                                                    |
| 96 |                | 改组內閣                  | 2014年9月3日   | 2014年12月24日 | 安倍晉三     | 自由民主黨、公明黨                                                                                    |
| 97 | 第3次安倍內閣  | 第3次安倍內閣             | 2014年12月24日 | 2015年10月7日  | 安倍晉三     | 自由民主黨、公明黨                                                                                    |
| 97 |                | 第1次改造內閣             | 2015年10月7日  | 2016年8月3日   | 安倍晉三     | 自由民主黨、公明黨                                                                                    |
| 97 |                | 第2次改造內閣             | 2016年8月3日   | 2017年8月3日   | 安倍晉三     | 自由民主黨、公明黨                                                                                    |
| 97 |                | 第3次改造內閣             | 2017年8月3日   | 2017年11月1日  | 安倍晉三     | 自由民主黨、公明黨                                                                                    |
| 98 | 第四次安倍內閣 | 第四次安倍內閣            | 2017年11月1日  | 2018年10月2日  | 安倍晉三     | 自由民主黨、公明黨                                                                                    |
| 98 |                | 第1次改造內閣             | 2018年10月2日  | 2019年9月11日  | 安倍晉三     | 自由民主黨、公明黨                                                                                    |

### 令和
| 代  | 內閣           | 內閣           | 成立日         | 辭職日         | 內閣總理大臣 | 執政黨             |
| --- | -------------- | -------------- | -------------- | -------------- | ------------ | ------------------ |
| 98  | 第四次安倍內閣 | 第2次改組內閣  | 2019年9月11日  | 2020年9月16日  | 安倍晉三     | 自由民主黨、公明黨 |
| 99  | 菅义伟内阁     | 菅义伟内阁     | 2020年9月16日  | 2021年10月4日  | 菅义伟       | 自由民主黨、公明黨 |
| 100 | 第一次岸田內閣 | 第一次岸田內閣 | 2021年10月4日  | 2021年11月10日 | 岸田文雄     | 自由民主黨、公明黨 |
| 101 | 第二次岸田內閣 | 第二次岸田內閣 | 2021年11月10日 | 2022年8月10日  | 岸田文雄     | 自由民主黨、公明黨 |
| 101 |                | 第1次改組內閣  | 2022年8月10日  | 2023年9月13日  | 岸田文雄     | 自由民主黨、公明黨 |
| 101 |                | 第2次改組內閣  | 2023年9月13日  | 2024年9月30日  | 岸田文雄     | 自由民主黨、公明黨 |
| 102 | 第一屆石破內閣 | 第一屆石破內閣 | 2024年10月1日  | 2024年11月11日 | 石破茂       | 自由民主黨、公明黨 |
| 103 | 第二屆石破內閣 | 第二屆石破內閣 | 2024年11月11日 |                | 石破茂       | 自由民主黨、公明黨 |

## 备注
1. ↑  1932年5月16日至5月26日，大藏大臣高桥是清临时兼任内阁总理大臣。
2. ↑  1936年2月26日至2月28日，内务大臣后藤文夫临时兼任内阁总理大臣。
3. ↑  1957年1月31日至2月25日，外務大臣岸信介臨時兼任內閣總理大臣。
4. ↑  1980年6月12日至7月17日，內閣官房長官伊東正義臨時兼任內閣總理大臣。
5. ↑  2000年4月3日至4月5日，內閣官房長官青木幹雄臨時兼任內閣總理大臣。